# Gil Roberts
Gil Roberts (Oklahoma City, 15 maart 1989) is een Amerikaans sprinter, die vooral in estafetteverband successen heeft geboekt. Zo veroverde hij onder andere een wereldtitel op de 4 x 400 m estafette indoor en nam hij eenmaal deel aan de Olympische Spelen en veroverde hierbij een gouden medaille.

## Biografie
In 2012 werd Roberts wereldkampioen indoor. Samen met Frankie Wright, Calvin Smith Jr. en Manteo Mitchell was Roberts de snelste in de finale van de 4 x 400 m estafette. Op de individuele 400 meter strandde Roberts in de halve finale.
Op de Olympische Spelen in Rio de Janeiro nam hij deel aan zowel de 400 m als de 4 x 400 m. Op de 400 m kon Roberts zich kwalificeren voor de halve finales. In de derde halve finale eindigde hij op de vierde plaats. Deze tijd was niet snel genoeg om zich te plaatsen voor de finale. Samen met Arman Hall, Tony McQuay en LaShawn Merritt behaalde Roberts de Olympische titel op de 4 x 400 meter estafette. Met een tijd van 2.57,30 liep het Amerikaans viertal ook een beste wereldjaarprestatie.

## Titels
- Wereldindoorkampioen 4 x 400 m - 2012
- Olympisch kampioen 4 x 400 m - 2016

## Persoonlijke records
Outdoor
| Afstand | Prestatie | Datum        | Plaats      |
| ------- | --------- | ------------ | ----------- |
| 100 m   | 10,12 s   | 3 mei 2014   | Lubbock     |
| 200 m   | 20,22 s   | 14 juni 2014 | Chula Vista |
| 300 m   | 31,81 s   | 11 juni 2016 | Kingston    |
| 400 m   | 44,53 s   | 28 juni 2014 | Sacramento  |

Indoor
| Afstand | Prestatie | Datum            | Plaats      |
| ------- | --------- | ---------------- | ----------- |
| 200 m   | 20,58 s   | 10 februari 2012 | Albuquerque |
| 300 m   | 33,70 s   | 28 januari 2017  | Boston      |
| 400 m   | 45,39 s   | 10 februari 2012 | Albuquerque |

## Palmares

### 400 m
- 2012: 4e in ½ fin. WK indoor - 47,01 s
- 2016: 4e in ½ fin. OS - 44,65 s

### 4 x 400 m
- 2012:  WK indoor - 3.03,94
- 2016:  OS - 2.57,30
- 2017:  WK - 2.58,61

1912: Sheppard, Lindberg, Meredith, Reidpath ·
1920: Griffiths, Lindsay, Ainsworth-Davis, Butler ·
1924: Cochran, Helffrich, MacDonald, Stevenson ·
1928: Baird, Alderman, Spencer, Barbuti ·
1932: Fuqua, Ablowich, Warner, Carr ·
1936: Wolff, Rampling, Roberts, Brown ·
1948: Harnden, Bourland, Cochran, Whitfield ·
1952: Wint, Laing, McKenley, Rhoden ·
1956: Jenkins, Jones, Mashburn, Courtney ·
1960: Yerman, Young, G. Davis, O. Davis ·
1964: Cassell, Larrabee, Williams, Carr ·
1968: Matthews, Freeman, James, Evans ·
1972: Asati, Nyamau, Ouko, Sang ·
1976: Frazier, Brown, Newhouse, Parks ·
1980: Valiulis, Linge, Tsjernetski, Markin ·
1984: Nix, Armstead, Babers, McKay ·
1988: Everett, Lewis, Robinzine, Reynolds ·
1992: Valmon, Watts, Johnson, Lewis ·
1996: Harrison, Smith, Mills, Maybank ·
2000: Bada, Chukwu, Monye, Udo-Obong  ·
2004: Harris, Brew, Wariner, Williamson ·
2008: Merritt, Taylor, Neville, Wariner ·
2012: Brown, Pinder, Mathieu, Miller ·
2016: Hall, McQuay, Roberts, Merritt ·
2020: Cherry, Norman, Deadmon, Benjamin ·
2024: Bailey, Norwood, Deadmon, Benjamin